# Ivory III
『Ivory III』（アイボリー・スリー）は、2004年6月16日に発売された今井美樹の5枚目のベスト・アルバム。発売元は東芝EMI。レーベルの枠を超え、フォーライフ・ワーナー・東芝EMIの3社からリリースされた楽曲の数々を収録している。

## 概要
『Ivory II』以来およそ10年ぶりにリリースされたベスト・アルバムシリーズの最新作。一般的なベスト・アルバムのように、過去のシングルやアルバムからセレクトした曲をオリジナルのまま収録した以外にも、セルフカバー、リミックス、ライブ音源なども収録しているほか、千住明が書き下ろししたインストゥルメンタルの楽曲も収録されている。
オリコン・アルバムチャートでは2位を獲得した。
初版はCDに加え、2003年末に渋谷オーチャードホールで開催されたライブの模様から5曲を収録したDVDの2枚組でリリースされた。2005年12月7日にはパッケージをリニューアルしてCDのみでリリースされ、2009年3月25日には、完全生産限定盤SHM-CDがリリースされた。

## 収録曲

### CD
| #         | タイトル                                        | 作詞      | 作曲      | 編曲      | 時間  |
| --------- | ----------------------------------------------- | --------- | --------- | --------- | ----- |
| 1.        | 「Overture」(for Ivory III)                     | -         | 千住明    | 千住明    | 1:09  |
| 2.        | 「野性の風」(2004 New Rec.)                     | 川村真澄  | 筒美京平  | 千住明    | 5:17  |
| 3.        | 「PIECE OF MY WISH」(2000 Mix)                  | 岩里祐穂  | 上田知華  | 佐藤準    | 5:33  |
| 4.        | 「The Days I Spent With You」(2004 New Arrange) | 岩里祐穂  | 布袋寅泰  | 福富幸宏  | 5:37  |
| 5.        | 「Ruby」                                        | 岩里祐穂  | 布袋寅泰  | 布袋寅泰  | 6:09  |
| 6.        | 「PRIDE」                                       | 布袋寅泰  | 布袋寅泰  | 布袋寅泰  | 6:04  |
| 7.        | 「Miss You」(1999 Live at Budokan)              | 岩里祐穂  | 布袋寅泰  | 布袋寅泰  | 6:24  |
| 8.        | 「SLEEP MY DEAR」                               | 布袋寅泰  | 布袋寅泰  | 布袋寅泰  | 5:02  |
| 9.        | 「Goodbye Yesterday」                           | 布袋寅泰  | 布袋寅泰  | 布袋寅泰  | 5:12  |
| 10.       | 「潮騒」(2002 Live at Gloria Chapel)            | 布袋寅泰  | 布袋寅泰  | 布袋寅泰  | 6:46  |
| 11.       | 「ラブソングは止まらない」                      | 布袋寅泰  | 布袋寅泰  | 布袋寅泰  | 5:16  |
| 12.       | 「微笑みのひと」                                | 布袋寅泰  | 布袋寅泰  | 布袋寅泰  | 4:08  |
| 13.       | 「ホントの気持ち」                              | 布袋寅泰  | 布袋寅泰  | 河野圭    | 5:24  |
| 14.       | 「瞳がほほえむから」(2004 New Rec.)             | 岩里祐穂  | 上田知華  | 武部聡志  | 5:45  |
| 合計時間: | 合計時間:                                       | 合計時間: | 合計時間: | 合計時間: | 73:46 |

### 特典DVD
| #  | タイトル              | 作詞     | 作曲     | 編曲     |
| -- | --------------------- | -------- | -------- | -------- |
| 1. | 「Goodbye Yesterday」 | 布袋寅泰 | 布袋寅泰 | 布袋寅泰 |
| 2. | 「未来は何処？」      | 布袋寅泰 | 布袋寅泰 | 布袋寅泰 |
| 3. | 「半袖」              | 岩里祐穂 | 上田知華 | 佐藤準   |
| 4. | 「PRIDE」             | 布袋寅泰 | 布袋寅泰 | 布袋寅泰 |
| 5. | 「life is beautiful」 | 布袋寅泰 | 布袋寅泰 | 布袋寅泰 |

### 曲解説
1. Overture -for Ivory III-
2. 野性の風 -2004 New Rec.-
  - 千住明の新たな編曲によるセルフカバー。
3. PIECE OF MY WISH -2000 Mix-
  - 『Blooming Ivory』収録のGOH HOTODAによるリミックス音源。
4. The Days I Spent With You -2004 New Arrange-
  - 原曲は久石譲が編曲を担当。
5. Ruby
6. PRIDE
7. Miss You -1999 Live at Budokan-
8. SLEEP MY DEAR
9. Goodbye Yesterday
10. 潮騒 -2002 Live at Gloria Chapel-
  - 2002年に行われたキリスト品川教会グローリアチャペルでのライブ音源。
11. ラブソングは止まらない
12. 微笑みのひと
13. ホントの気持ち
14. 瞳がほほえむから -2004 New Rec.-
  - 武部聡志の新たな編曲によるセルフカバー。大阪ガスのCMではこのバージョンが使用された[5]。

## 演奏
- 今井美樹
  - Vocal (#2-14)
  - Background Vocals (#8.9)
- 千住明：Orchestra Conductor (#2)
- 相馬充：Flute (#2)
- 柴山洋：Oboe (#2)
- 星野正：Clarinet (#2)
- 大畠條亮：Bassoon (#2)
- 丸山勉、Daisuke Nakajima：Horn (#2)
- 朝川朋之：Harp (#2.14)
- Febian Reza Pane：Celesta, Piano (#2)
- 篠崎正嗣グループ：Strings (#2)
- 青山純：Drums (#3)
- 高水健司：Bass (#3.11.12)
- 今剛
  - Guitar (#3.7)
  - Electric Guitar (#12)
- 佐藤準：Piano, Keyboards, Background Vocal (#3)
- 浦田恵司：Programming (#3)
- 水島康貴：Operator (#3)
- 福富幸宏：Programming (#4)
- 布袋寅泰
  - Guitar (#5.8.9.11)
  - Keyboards (#5.8)
  - Electric Guitar (#6.12)
  - Acoustic Guitar (#6)
  - Background Vocal (#6.9.12)
  - Electric Piano (#11)
- 根岸孝旨：Bass (#5)
- 古田たかし：Drums (#5)
- 梅崎俊春：Programming (#5)
- アンディ・ニューマーク：Drums (#6)
- クマ原田：Bass (#6.7.9)
- Ed Shearmur：Keyboards (#6)
- Martin Ditchum：Percussion (#6)
- 藤井丈司：Programming (#6)
- Beberley Skeete, Linda Taylor, Karen Boddington：Background Vocals (#6)
- 山木秀夫：Drums (#7.9.12)
- 松原正樹：Guitar (#7)
- 難波正司：Keyboards (#7.9)
- 岸利至
  - Keyboards (#7)
  - Programming (#7.8.9.11)
- Davina Wright：Background Vocals (#7)
- 吉田美奈子：Background Vocals (#8)
- 狩野環：Background Vocals (#8.9.12)
- 倉田信雄
  - Piano (#10)
  - Keyboards (#12)
- Marron：Background Vocals (#11.13)
- 浜口茂外也：Percussion (#12)
- 木本ヤスオ：Programming (#12)
- 村田陽一：Trombone, Horn Arrangement (#12)
- 菅坂雅彦：Trumpet, Flugelhorn (#12)
- 小池修：Tenor Sax, Flute (#12)
- 河野圭：Programming (#13)
- 常見和秀：Operator (#13)
- 秋山浩徳：Guitar (#13)
- 斉藤光隆：Bass (#13)
- 栄田グループ：Strings (#13)
- 武部聡志：Keyboards (#14)
- 山中雅文：Programming (#14)
- 美久月千晴：Fretless Bass (#14)

Live at Orchard Hall - 2003.12.22
- 林立夫：Drums
- 高水健司：Bass
- 今剛、松原正樹：Guitar
- 斎藤有太：Keyboards
- 毛利泰士：Programming
- 須藤まゆみ、Marron：Chorus
- 塩谷達也 & All 4 One：Gospel